# Sherry Kindo Kamara
Sherry Kindo Kamara (Valkenswaard, 11 maart 1994) is een Nederlands-Sierra Leoons voetballer die als aanvaller speelt voor RKVV DESO.
Kindo Kamara doorliep de jeugdopleidingen van De Valk en PSV.
Hij kwam voorafgaand aan het seizoen 2011/2012 samen met Joep van Vroenhoven, Vinnie Vermeer en Rinke Pennings over van de jeugdopleiding van PSV. Kindo Kamara maakte zijn debuut in het betaalde voetbal op 5 augustus 2011 tegen FC Emmen, hij kwam in het veld voor Josemar Makiavala. Vanaf het seizoen 2013/2014 speelde hij voor Roda JC, waar hij in het beloftenteam kwam. Hierna kwam zijn profloopbaan ten einde en ging hij in het seizoen 2015/16 als amateur spelen voor RKVV DESO dat uitkomt in de Zondag Hoofdklasse B. In het seizoen 2016/17 keerde hij terug bij De Valk, dat uitkomt in de Eerste klasse zondag.

## Carrière
| Seizoen | Club         | Wedstrijden | Doelpunten | Competitie     |
| ------- | ------------ | ----------- | ---------- | -------------- |
| 2011/12 | FC Eindhoven | 1           | 0          | Eerste Divisie |
| 2012/13 | FC Eindhoven | 0           | 0          | Eerste Divisie |
| Totaal  |              | 1           | 0          |                |